# 糸井羊司
糸井羊司（いとい ようじ，1977年11月28日—）為NHK的播報員。

## 經歷
生於三重縣四日市市，小學畢業後搬至神奈川縣川崎市居住。自神奈川縣立多摩高等學校畢業後，進入上智大學文學院新聞學系就讀，畢業後於2000年加入NHK。並持有氣象預報士的資格。身高176cm。

## 軼事
自幼便對智力競賽有興趣，小學6年級時參加中部日本放送的智力競賽節目「天才智力競賽」，並因全問正解而被贈予天才獎。而在高中2年級至大學4年級時他也參與了《全明星感謝祭》（TBS）的節目製作，擔任出題的工作人員。
決定成為播報員的原因是想主持從小學開始就喜歡的音樂節目《The Best Ten》（TBS）的複播。1995年參與第42屆NHK盃高中放送競賽於廣播組獲得第4名。
自幼即為鐵道迷，他與其3個兒子的照片常出現於《NHK新聞 早安日本》的部落格上。
本身生於巳年，名字「羊司」為身為基督教徒的母親取自「牧羊（羊を司る）」之意。
2022年7月8日發生的安倍晉三遇刺案，為負責第一個報導該事件的NHK播報員。

## 目前主持節目
- NHK7點新聞（主播，非國定假日的週一 - 週四：2024年4月1日 - ）
- 影像的世紀 蝴蝶效應（日语：映像の世紀 バタフライエフェクト）（旁白，2023年4月17日 - ）[8]

## 曾經主持節目
福島放送局（2000年度 - 2004年度）
- 福島縣的新聞、外場直播、採訪

名古屋放送局（2005年度 - 2009年度）
- 資訊新鮮快遞（日语：情報フレッシュ便 さらさらサラダ）（「我想問播報員」單元：2006年4月12日）
- 產地直送！一路美食（日语：産地発!たべもの一直線）（記者：2007年6月10日・12日・15日）
- 中學生日記（2007年9月22日）
- 週末中部（日语：ウイークエンド中部）（2006年4月 - 2009年3月）
- 早安東海（日语：おはよう東海）（2005年4月 - 2006年3月、2009年 - 2010年3月）[註 2]
- NHK新聞 早安日本（代理佐藤龍文的新聞旁白）（2009年9月14日 - 18日）
- 東海北陸的新聞、外場直播、採訪

東京播音員室（第1次）（2010年度 - 2014年度）
- 2011年3月的東北地方太平洋沖地震時，首次被派往第一次的工作地點福島局支援，負責以災害資訊為中心的地方新聞。
- NHK新聞24（日语：NHKニュース24）（坂本朋彦的代理主播，2011年9月20日 - 2011年10月1日）
- 工作研究建議（日语：仕事学のすすめ）、安藤忠雄（旁白：2012年3月）
- ETV特集 冰人奧茨  ～5000年前的男子說～（旁白）
- 用英文朗讀村上春樹（日语：英語で読む村上春樹）（原文朗讀）
- 新聞、氣象資訊（上午10點時段（因高中棒球直播可能會微調播出時間）、池田達郎的代理主播）（2013年8月12日 - 8月16日、2014年8月11日 - 8月15日）
- NHK特集「現在考慮集團自衛權」旁白（2014年4月12日）
- NHK BS新聞（2014年5月24日、25日，通宵班）
- 新聞、氣象資訊（年末年始主播：2014年12月30日、12月31日、2015年1月1日）
- NHK新聞 早安日本
  - 記者（2010年4月 - 2012年3月）
  - 主播：4:30 - 6:25（2012年4月 - 2015年3月13日）
  - 主持「今天早上想知道！」單元：不用擔任主播當週的週五 7:35左右
  - 於池田達郎代替阿部渉擔任主播時負責新聞旁白（2013年8月12日 - 8月16日、2014年8月11日 - 8月15日）
- NHK新聞（上午9點：「朝一」節目內，2012年4月 - 2015年3月13日）
  - 以上節目與中山庸介、二宮直輝兩位播報員3週輪流負責
- 新聞、氣象資訊（擔任早安日本主播時為夜晚〜隔日清晨、擔任早安日本主播的隔週則主要負責週一下午2時 - 4時）
- 目撃!日本列島 裁判員  然後我們…（旁白:2015年2月28日）

札幌放送局（2015年度 - 2018年度）
- NEXT 為了未來（日语：NEXT 未来のために）  因為我不能獨自生活  札幌 支援生活困窮者的現場（旁白，2015年5月27日）
- NHK新聞 早安北海道 週六Plus（日语：NHKニュースおはよう北海道）（主播：2015年4月4日 - 2017年4月1日）
- 北海道新聞
- 北海道特寫（日语：北海道クローズアップ）（主播：2017年4月 - 2019年3月）
- 九點看新聞（滑川和男的代理新聞旁白，2018年11月5日 - 9日）

東京播音員室（第2次）（2019年度 - ）
- 第25參議院議員通常選舉開票速報（主播：2019年7月21日）
- NHK新聞（2019年4月30日平成最後一節新聞、2019年5月1日令和第一節新聞）
- NHK BS新聞 4K（主播：2019年9月30日 - 2020年3月27日）
- 新聞今天一日（日语：ニュースきょう一日）（新聞旁白：2019年4月- 2021年3月）[註 3]
- 出川哲朗的智力競賽學校（日语：出川哲朗のクイズほぉ〜スクール）（旁白：2021年3月29日 - 2023年2月6日）[9]
- 新聞、氣象資訊（週日上午5:00、6:00）（田所拓也、深川仁志的代理主播（2020年7月26日，2021年2月14日，2021年8月15日）
- 新聞涉5點（日语：ニュース シブ5時）（2021年10月25日：三條雅幸的代理主播）
- 九點看新聞（旁白）：2019年4月[註 3]
- 新聞645（日语：ニュース645 (首都圏センター)）（主播：2019年4月29日 - ）
- 新聞、氣象資訊（平日23:15：2021年度）[註 3]
- 鎌倉殿的13人（遊記旁白：2022年1月9日 - 12月18日）
- 中午的新聞（主播[註 4]：2022年4月4日 - 2024年3月28日）
  - 上午11時、下午1時、下午6時的新聞、緊急報導（11:00 - 19:00）
  - 佐藤誠太的代理主播（2021年8月1日）
  - 三條雅幸的代理主播（2021年8月2日 - 8月6日、2022年2月17日、3月15日）
  - 因直播相撲等而「新聞LIVE! ゆう5點」暫停播出時，會負責「ゆう5點新聞」的播報。
- 新聞LIVE！ゆう五點（日语：ニュースLIVE!ゆう5時）  主播、旁白（17:30左右）（非國定假日的週一 - 週四：2022年4月4日 - 2024年3月7日）[註 5]
- 新聞金5點（日语：ニュース きん5時）  節目內的新聞播報（17:30左右）（非國定假日的週五：2022年4月8日 - 2023年3月31日）
- 第26屆參議院議員通常選舉開票速報（副播報員：2022年7月10日 - 11日）
- 「影像的世紀 蝴蝶效應」特別版（旁白：2022年12月30日）
- 跳吧!秋刀魚宮!!（日语：踊る!さんま御殿!!）（NHK×日本電視台 合作週計劃）- 日本電視台、嘉賓（2023年3月14日）
- 第50屆眾議院議員總選舉開票速報（主播：2024年10月27日 - 28日）[1]

## 備註

## 外部連結
- NHK播報員室・糸井羊司